# Быковский эвенкийский национальный наслег
Бы́ковский эвенки́йский национа́льный насле́г — сельское поселение Булунского улуса Якутии. Центр и единственный населённый пункт — село Быковский.

## География
Быковский эвенкийский национальный наслег граничит с другими районам и сельскими поселениями района:
- Посёлок Тикси,
- Усть-Ленский заповедник,
- Булунский эвенкийский национальный наслег,
- Тюметинский эвенкийский национальный наслег[1].

Географически находится в арктической тундровой зоне. Центр наслега, село Быковский, расположено на Быков-мысе на берегу моря Лаптевых в 40 км к северу от посёлка Тикси (административного центра Булунского улуса).

## История
Образован "Положением о территориально-наслежной администрации муниципального образования «Булунский улус (район)» на основании решения Президиума Булунского районного собрания № 03/02 от 14 апреля 2003 года.
Муниципальное образование установлено законом Республики Саха от 30 ноября 2004 года.
18 января 2008 года граждане наслега единогласно выразили на общем сходе (собрании) волеизъявление наделить Быковский наслег статусом «эвенкийский национальный». Уже 7 марта 2008 года это волеизъявление было одобрено решением Быковского сельского Совета депутатов, а 24 апреля 2008 года — решением Булунского районного Совета депутатов. 9 октября 2008 года решением Госсобрания (Ил Тумэн) Республики Саха (Якутия) Быковский наслег официально был наделён статусом «эвенкийский национальный».
Устав сельского поселения был принят 15 сентября 2010 года.

## Население
Согласно оценке на 1 января 2010 года, в наслеге проживало 517 человек. По национальному признаку распределение было следующим: русские — 6,7 %, якуты — 32,5 %, эвены — 13,7 %, эвенки — 47,1 %.

## Органы местного самоуправления
Структуру органов местного самоуправления Быковского национального наслега составляют:
- наслежный Совет — представительный орган сельского поселения;
- глава наслега — высшее должностное лицо сельского поселения;
- наслежная администрация — исполнительно-распорядительный орган сельского поселения.

Наслежный Совет состоит из депутатов, избираемых на муниципальных выборах на основе всеобщего равного и прямого избирательного права при тайном голосовании на основе мажоритарной избирательной системы относительного большинства сроком на 5 лет. Наслежный Совет сельского поселения состоит из ? депутатов.

## Экономика и культура
Основу экономики составляют оленеводство, рыболовство и охотничий промысел.
В наслеге действует средняя школа, детский сад, дом культуры, фельдшерско-акушерский пункт, магазин. Все дома электрифицированы и радиофицированы. Тиксинский филиал ОАО «Сахателеком» и Тиксинский узел почтовой связи (в зимнее время почта доставляется попутным транспортом, в летнее — водным (попутным) на теплоходе «Механик Кулибин»).

## Транспорт
Грунтовые автомобильные дороги отсутствуют. В летний период сообщение с улусным центром, посёлком Тикси, осуществляется только водным путём, зимой автотранспортным (по зимнику). Имеется вертолетная площадка.